# Bernd Mahr
Bernd Mahr (* 18. Juni 1945 in Thannhausen; † 12. April 2015) war ein deutscher Mathematiker, der unter anderem eine Professur für Theoretische Informatik an der TU Berlin innegehabt hat.

## Leben

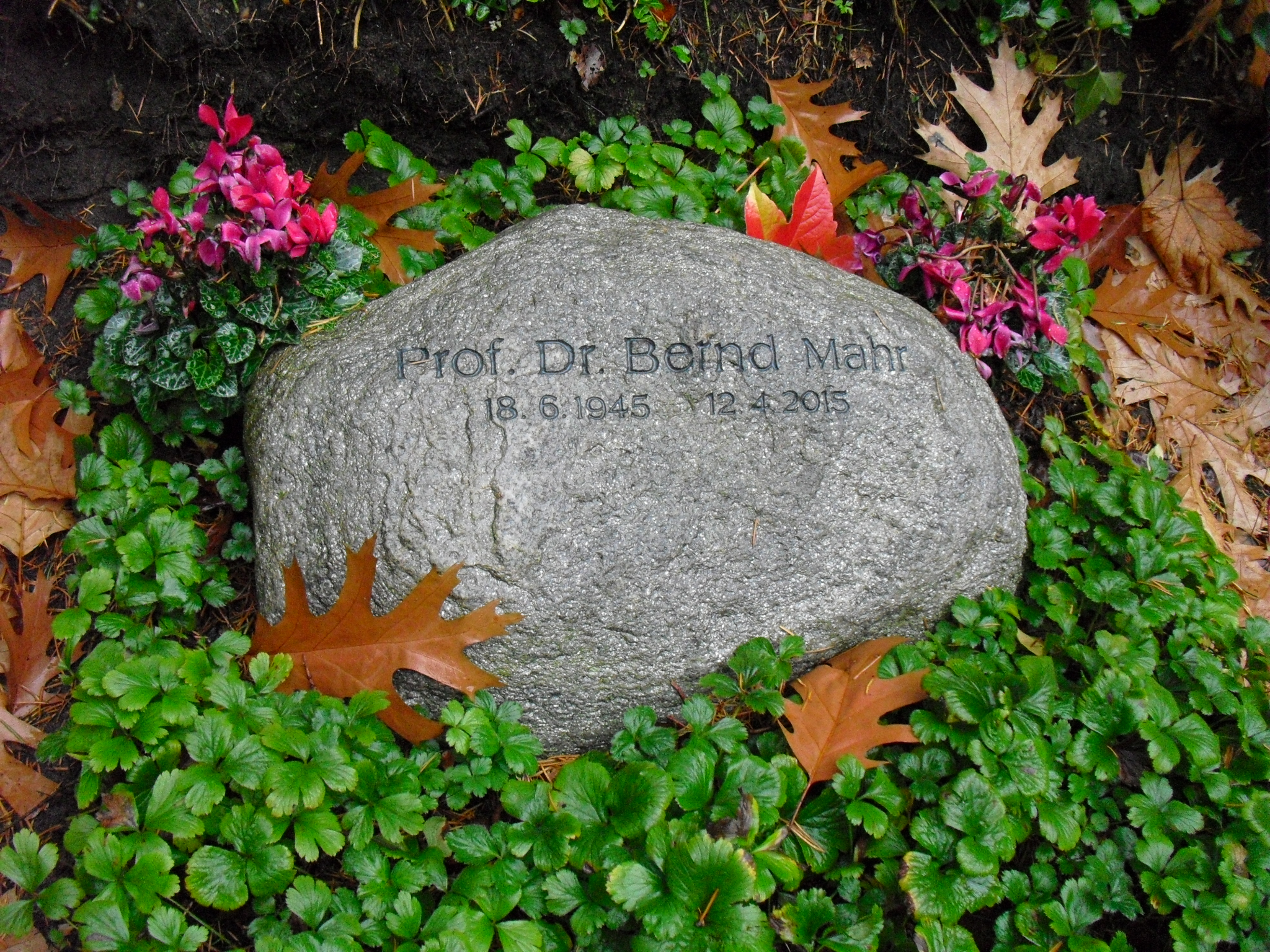
Bernd Mahrs Grabstein auf dem Friedhof Heerstraße in Berlin-Westend

Bernd Mahr erhielt 1974 sein Diplom in Mathematik an der TU Berlin mit Auszeichnung. Er promovierte 1979 bei Hartmut Ehrig  zum Dr. rer. nat.  an der TU Berlin in Theoretischer Informatik. Er arbeitete als Wissenschaftlicher Assistent von 1976 bis 1981 an der TU Berlin, als Gastwissenschaftler von 1981 bis 1982 am Technion in Haifa, bevor er als Assistant Professor an die Penn State University (1982–1983) ging.
Von 1983 bis 1985 arbeitete er als Privatdozent und Hochschulassistent an der TU Berlin. 1985 erhielt er einen Ruf auf eine C3-Professur an die Universität Osnabrück im Fachgebiet Theoretische Informatik. 1994 wechselte er auf eine C4-Stelle an der TU Berlin.
Er war dort Leiter der Gruppe „Formale Modelle, Logik und Programmierung (FLP)“ im Institut für Telekommunikationssysteme an der Informatikfakultät.
Sein Arbeitsgebiet war Komplexitätstheorie, Spezifikationstheorie, Typtheorie, Logik und allgemeine Modelltheorie.
Bernd Mahr starb am 12. April 2015 im Alter von 69 Jahren. Trauerfeier und Beisetzung fanden am 27. April 2015 auf dem landeseigenen Friedhof Heerstraße in Berlin-Westend statt. Die Grablage ist 11-B-1.

## Publikationen
- Bernd Mahr: Algebraische Komplexität des allgemeinen Wegeproblems in Graphen. 1979 (Dissertation, Technische Universität Berlin).
- Hartmut Ehrig and Bernd Mahr: Fundamentals of Algebraic Specification 1 — Equations and Initial Semantics (= Monographs in Theoretical Computer Science. Band 6). 1. Auflage. Springer, Heidelberg 1985, ISBN 3-642-69964-2 (online).
- Hartmut Ehrig and Bernd Mahr: Fundamentals of Algebraic Specification 2 — Module Specifications and Constraints (= Monographs in Theoretical Computer Science. Band 21). 1. Auflage. Springer, Heidelberg 1990, ISBN 3-642-64776-6 (online). Umfangreiche Publikationsliste bei DBLP.
- Bernd Mahr: „Schriften zur Modellforschung.“ Herausgegeben von Klaus Robering. Mentis, Paderborn 2021, ISBN 978-3-95743-232-2.